# Taça Ibérica de Futebol de Praia
A Taça Ibérica de Futebol de Praia é uma competição disputada entre clubes portugueses e espanhóis, na época de Verão. As duas edições realizadas contou com as participações de quatro clubes: FC Porto, Real Madrid CF, Valência CF e SL Benfica.

## Palmarés
| Ano  |          | Classificação Final  | Classificação Final   | Classificação Final | Classificação Final |
| Ano  | Campeão  | Segundo Classificado | Terceiro Classificado | Quarto Classificado |                     |
| ---- | -------- | -------------------- | --------------------- | ------------------- | ------------------- |
| 2008 | FC Porto | Real Madrid CF       | SL Benfica            | Valência CF         |                     |
| 2009 | FC Porto | SL Benfica           | Real Madrid CF        | Valência CF         |                     |

### Títulos por Clube
- FC Porto - 2

## Fonte
- Edição 2008:(http://infordesporto.sapo.pt/Informacao/Modalidades/Futebol/noticiafutebol_fcp_futpraiafcptrofeuiberico_210708_518929.asp)
- Edição 2009: (http://www.record.pt/noticia.aspx?id=237cee7e-51ed-433c-8307-5b5d92eddd8d&idCanal=00000004-0000-0000-0000-000000000004)